# 昂热-弗朗索瓦·法里奥·德·圣昂热

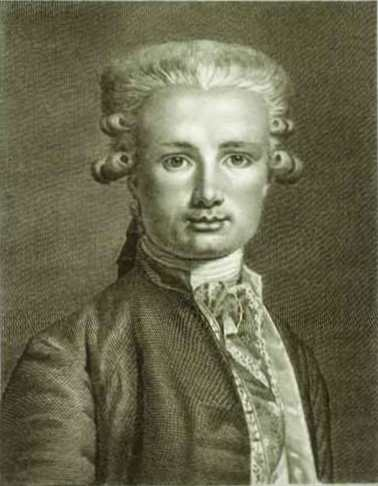
法里奥像

昂热-弗朗索瓦·法里奥·德·圣昂热（法語：Ange-François Fariau de Saint-Ange，1747年10月13日—1810年12月8日），18世纪法国诗人、翻译家。法兰西学术院院士。
法里奥生于布卢瓦，父亲是国王顾问。法国大革命后，在巴黎任教。1810年当选法兰西学术院院士，但三个月后即因不慎跌倒而离世。